# Tomșani (Prahova)
Tomșani is een Roemeense gemeente in het district Prahova.
Tomșani telt 4635 inwoners.